# Mavrick Moreno
Pour les articles homonymes, voir Moreno.
Mavrick Moreno (né le 30 janvier 1999 à Miami) est un acteur américain.

## Biographie
Mavrick Moreno est né à Miami, en Floride. Il est connu pour son rôle dans la saison 1 de Teen Witch où il interprète le rôle de Mac Davis.

## Filmographie
| Année | Titre                   | Rôle           | Notes                                |
| ----- | ----------------------- | -------------- | ------------------------------------ |
| 2008  | Dostana                 | ?              | Film                                 |
| 2011  | If You Only Knew        | Carlo (10 ans) | Film                                 |
| 2012  | America's Most Wanted   | ?              | Série TV (épisode Crimes of Passion) |
| 2012  | Le Choc des générations | Cody           | Film                                 |
| 2014  | Teen Witch              | Mac Davis      | Série TV                             |

2015
Annabelle Hooper and the ghosts of Nantucket